# 霍姆蘭 (喬治亞州)
霍姆蘭（英語：Homeland）是一個位於美國喬治亞州查爾頓縣的城市。

## 地理
霍姆蘭的座標為30°51′34″N 82°01′19″W / 30.85944°N 82.02194°W，而該地的平均海拔高度為29米（即95英尺）。

## 人口
根據2010年美國人口普查的數據，霍姆蘭的面積為6.47平方千米，均為陸地。當地共有人口910人，而人口密度為每平方千米140人。